# The Rentals
The Rentals é uma banda americana de rock alternativo, formada em 1992, liderada por Matt Sharp, mais conhecido por ter sido baixista da banda de rock Weezer. A banda é conhecida pelo seu single de sucesso de meados dos anos 1990, "Friends of P.". O grupo lançou dois álbuns, Return of the Rentals e Seven More Minutes pela Maverick Records. A banda dissolveu-se em 1999, após a sua digressão mundial pelo segundo álbum, mas reuniu-se em 2005 e desde então lançou vários EPs. O seu terceiro álbum de longa duração será lançado em 2014.

## Discografia

### Álbuns de estúdio
| Ano  | Título                | Editora                         |
| ---- | --------------------- | ------------------------------- |
| 1995 | Return of the Rentals | Maverick, Reprise, Warner Bros. |
| 1999 | Seven More Minutes    | Maverick, Warner Bros.          |
| 2014 | Por anunciar          | Polyvinyl Record Co.            |

### EPs
| Ano  | Título                                                              | Editora      |
| ---- | ------------------------------------------------------------------- | ------------ |
| 2007 | The Last Little Life EP                                             | Boompa       |
| 2009 | Songs About Time: Chapter One: The Story of a Thousand Seasons Past | Independente |
| 2009 | Songs About Time: Chapter Two: It's Time to Come Home               | Independente |
| 2009 | Songs About Time: Chapter Three: The Future                         | Independente |

### Outros lançamentos
| Ano  | Título                                                                  | Editora                   |
| ---- | ----------------------------------------------------------------------- | ------------------------- |
| 2011 | Resilience (Songs About Time: Chapter Four: Tokyo Blues - Instrumental) | Ernest Jenning Record Co. |

### Singles
- "Friends of P." (1995) (#7 Modern Rock Tracks, #82 Billboard Hot 100[2])
- "Waiting" (1996)
- "Sweetness and Tenderness" (2007)
- "Colorado" (2008)